# Радич Църноевич
Радич Църноевич (на сръбски: Радич Црнојевић) († 25 май 1396) е син на войводата Джураш Илиич, потомствен господар на Горна Зета. Владенията на Църноевичи се намирали в планинския масив над градовете Котор и Будва, между Ловчен (Черната планина) и Шкодренското езеро - в този район, който по името на планината е наречен „Черна гора“ във венециански (в средата на 14 в.) и дубровнишки документи (1396/1397 г.).
От 1362 г. родът Балшичи разширил значително владенията си в Зета за сметка на земите на Църноевичи. В битка с Балшичите загинал и бащата на Радич. Радич също се опитал да им противодейства като често нападал Котор. Той влязъл в тесни отношения с Дубровник, а на 30 ноември 1392 г. станал гражданин на Венецианската република. Когато през същата 1392 г. османците взимат в плен Георги II Страцимирович Балшич, Радич се възползвал от ситуацията и превзел Будва, която владял до смъртта си през 1396 г. Също така завладял град Лежа от рода Дукагини, които успели да си върнат територията през 1393 г. В април 1396 г. Радич заедно с брат си Добровой отново се сблъскали с Георги Балшич и подчинили областта Грбал, обсаждайки и Котор. Не успели да го превземат, но принудили градския съвет да им изплаща данък. Но през май 1396 г. Радич загинал в една от битките срещу Георги Балшич и последният присъединил част от владенията му.
Радич Църноевич бил женен за Елена, чието потекло не е известно. От нея имал двама сина – Георги III Църноевич, войвода на зетския княз Балша III, и Алекса Църноевич, войвода на сръбския княз Стефан Лазаревич.